# Clare Gallagher
Pour les articles homonymes, voir Gallagher.
Clare Gallagher est une athlète américaine née le 1er novembre 1991. Spécialiste de l'ultra-trail, elle a notamment remporté la Leadville Trail 100 en 2016 et la CCC en 2017.

## Résultats
| no  | féminin       | Course              | Longueur | Départ             | Temps            |
| --- | ------------- | ------------------- | -------- | ------------------ | ---------------- |
| 5e  | Médaille d'or | Leadville Trail 100 | 100 mi   | 20 août 2016       | 19 h 00 min 27 s |
| 26e | Médaille d'or | CCC                 | 100 km   | 1er septembre 2017 | 12 h 13 min 57 s |
| 19e | Médaille d'or | Way Too Cool 50K    | 50 km    | 2 mars 2019        | 3 h 53 min 10 s  |
| 17e | Médaille d'or | Western States 100  | 100 mi   | 29 juin 2019       | 17 h 23 min 25 s |
| 12e | Médaille d'or | Leadville Trail 100 | 100 mi   | 20 août 2022       | 19 h 37 min 57 s |